# IC 3968
IC 3968 ist eine linsenförmige Galaxie vom Hubble-Typ S0 im Sternbild Coma Berenices am Nordsternhimmel. Sie ist schätzungsweise 274 Millionen Lichtjahre von der Milchstraße entfernt, hat einen Durchmesser von etwa 30.000 Lj und ist Mitglied des Coma-Galaxienhaufens.

Im selben Himmelsareal befinden sich u. a. die Galaxien NGC 4864, NGC 4867, NGC 4871, NGC 4873. 
Das Objekt wurde am 22. April 1895 von Hermann Kobold entdeckt.